# Русское стекло
Русское стекло  — историко-региональная разновидность декоративно-прикладного искусства: изделий из стекла, производящихся в России с XVII века по настоящее время.

## Ранняя история
Стекло не является столь же распространённым материалом в русском народном искусстве как, к примеру, дерево, ткани или глина (керамика). В XVII—XVIII веках стеклянную посуду делали в южно-русских и западных землях, на Украине, и такое стекло называли «гутным» (пол. huta, от др.-верхн.-нем. hutte — плавильная печь). В сущности украинское гутное стекло близко так называемому «лесному стеклу», или «вальдглас» (нем. Waldglas — лесное стекло), которое делали в Южной Германии: в Баварии, Тюрингии, Гессене, Вюртемберге, Саксонии и Силезии, а также родственно богемскому стеклу XVI—XVIII веков, в котором один из компонентов (сода) заменён содержащим калий поташем (карбонатом калия). Последний получали из древесной золы, продуктов сгорания дуба и бука. Украинское, как и немецкое «лесное стекло», из-за примесей железа имеет тёмный, зеленовато-синий, иногда почти чёрный цвет.
Тёмный цвет украинского гутного стекла стимулировал искусство многокрасочной росписи белыми, красными, жёлтыми эмалями. Такое стекло называли черкасским, по одному из центров производства — городу Черкассы, основанному во второй половине XIII века южнее Киева на правом берегу реки Днепр.
В царствование Алексея Михайловича Романова в 1669 году в селе Измайлово, загородной резиденции царя (ныне восточная окраина Москвы), устроили «Стеклянный завод». Ранее, в 1630 году стекольное производство близ Москвы, в селе Воскресенском, организовал шведский пушечных дел мастер Юлиан Койет. Сырьём для варки стекла служили местный песок в устье речки Истры, древесная зола и белая глина, которую привозили из Гжели.
На Измайловском заводе работали специально вызванные царём венецианские мастера. Наряду с обычной посудой изготавливали уникальные «потешные» изделия — стаканы, из которых нельзя было выпить не облившись, «свистящие сосуды», издававшие звуки при переливании жидкости, кубки с лепными фигурными деталями, отчасти напоминающие венецианские. Они так и назывались — венецианскими. Завод успешно действовал до 1730-х годов, но обслуживал только потребности царского двора.
В 1704 году в ходе Северной войны на отвоёванных у шведов приневских землях, в Ямбурге, крепости на правом берегу р. Луги (в 120 км к юго-западу от строящегося Санкт-Петербурга) указом царя Петра I был основан Ямбургский стеклянный завод. Его владельцем стал ближайший сподвижник государя «светлейший князь» Александр Меншиков. Второй завод устроили неподалёку, в селе Жабино. Заводы должны были удовлетворить потребности двора в стеклянной посуде, прежде всего в царственных кубках, «на зависть господам иностранным министрам», наподобие голландских и богемских. Такие кубки делали в Амстердаме, Праге и Нюрнберге — высокие толстостенные, с колоколообразным туловом, на точёных балясовидных ножках, иногда с крышками. В России подобные кубки получили название «петровских». Они одинаково типичны для богемского, саксонского и русского, или «петровского», барокко первой четверти XVIII века. Кубки украшали матовой гравировкой или алмазным пунктированием (подобно голландским) — эмблемами, гербами с двуглавыми орлами, портретами, изображениями кораблей российского флота с девизами и заздравными надписями.
В собрании музея в Павловске хранится прямоугольный штоф с гербом и стакан с росписью цветными эмалями. На стакане надпись: «Виватъ царь Петръ Алексеевичъ».
Гравировку в 1713—1723 годах выполняли немецкий мастер Йоханн (Яган) Меннарт и два русских ученика. Особенно знаменит известный ныне лишь по литературным описаниям огромный «Кубок большого орла», который царь шутки ради наполнял до верха водкой и предлагал выпить до дна иностранным посланникам. Те, не смея отказаться, после этого валились под стол. В петергофском дворце Монплезир хранится стеклянный кубок ёмкостью 1 литр 125 граммов. Он украшен рисунком в технике травления и латинской надписью: «Tandem bona causa triumphat» («Доброе дело всегда побеждает»).
Кроме кубков, стаканов и стоп на Ямбургском заводе делали фонари для кораблей, зеркала и оконные стёкла. В 1723 году на заводе выполнили ответственный заказ — стеклянные колокола для «музыкального фонтана» в Петергофе по рисунку Д. Трезини. Один из них сохранился и находится в Русском музее в Санкт-Петербурге. После смерти царя Петра (1725) и ссылки Меншикова в Сибирь, в Берёзов (1727), конфискованные заводы перешли в казну, а затем были закрыты. В 1730 году новый завод отдали в аренду английскому торговцу Вильгельму Эльмзелю. В 1735 году предприятие вместе с мастерами перевели на фабрику Эльмзеля в Санкт-Петербурге, устроенную на берегу р. Фонтанки.
С 1730-х годов гравировку дополняли чернением специальной краской — шварцлотом (нем. Schwarzlot, от schwarz — тёмный и löten — паять, плавить) — приготовляемой из окислов меди и железа с последующим обжигом, позолотой и росписью цветными эмалями. С 1736 г. на заводе Эльмзеля работали немецкий гравёр Ханс Фёрштель и его сын Иоганн. В 1738 году завод поступил в казну. В 1774 году его перевели в село Назью близ Шлиссельбурга (в Петербурге осталась мастерская для шлифовки и гравировки изделий).

## История русского стекла Нового времени
Достижения в области русского стеклоделия XVIII века связаны прежде всего с именем выдающегося учёного Михаила Васильевича Ломоносова. В 1753 году указом императрицы Елизаветы Петровны в собственность М. В. Ломоносова было передано село Усть-Рудицы Копорского уезда (близ Ораниенбаума), «где есть глина, песок и дрова». Ранее, в 1746—1750 годах, в мастерской Академии наук на Васильевском острове в Санкт-Петербурге Ломоносов в процессе долгих опытов сумел получить смальты ярких красных и зелёных оттенков. Своё восторженное отношение к стеклу Ломоносов выразил в знаменитых стихотворных строках:

Неправо о вещах те думают, Шувалов,
Которые Стекло чтут ниже Минералов,
Приманчивым лучем блистающих в глаза:
Не меньше польза в нем, не меньше в нем краса
Нередко я для той с Парнасских гор спускаюсь;
И ныне от нее на верьх их возвращаюсь,
Пою перед тобой в восторге похвалу
Не камням дорогим, ни злату, но Стеклу.
Из «Письма о пользе стекла», адресованного графу И .И. Шувалову. 1752.

С двумя помощниками, учениками Рисовальной палаты — Матвеем Васильевым и Ефимом Мельниковым — Ломоносов стал создавать небольшие мозаичные картины. Он сумел разработать рецептуру 112 тонов и более тысячи оттенков цветных смальт, превзойдя палитру мозаичной мастерской в Ватикане. Используя коллоидный раствор золота в «царской водке» (смеси азотной и соляной кислот), Ломоносов сумел возродить средневековый способ получения ярко-красного, алого прозрачного стекла — «золотой рубин». Из стекляруса производства Усть-Рудицкой фабрики Ломоносова набраны панно «Стеклярусного кабинета» — одного из интерьеров Китайского дворца Ораниенбаума (1763).
В 1758 году Ломоносов представил в Сенат «прошение» — проект мемориального «мозаичного монумента» Петру Великому в Петропавловском соборе. Учёный-художник замыслил кроме памятника «над могилой» «выложить всю церковь внутри мозаичными картинами». Проект предполагал создание семнадцати больших панно между окон собора, отражающих главные события царствования Петра I (царь Пётр был кумиром Ломоносова). По замечанию Я. Штелина, «все художники и знатоки очень смеялись над этой выдумкой и жалели церковь, если она будет выложена стеклом».
Несмотря на критику и насмешки, в 1761 году Ломоносов всё же добился разрешения Сената на изготовление первой мозаичной картины для собора на тему «Полтавская баталия». В царствование Екатерины II мозаичное искусство не получило развития, поскольку не соответствовало эстетике екатерининского классицизма. После смерти Ломоносова в 1765 году Усть-Рудицкая фабрика за отсутствием заказов пришла в упадок и в 1768 году её закрыли. Мозаичное искусство было надолго забыто.

В 1777 году князь Григорий Потёмкин получил от императрицы Екатерины II «стеклянные заводы Эльмзеля в вечное владение» и перевёл их в своё имение — село Озерки, севернее Санкт-Петербурга. После смерти князя, в 1792 году завод вновь стал казённым (государственным) и с тех пор именовался Императорским.
В начале XIX века открывается новый период в деятельности Императорских фарфорового и стеклянного заводов. Существенной чертой развития русского декоративно-прикладного искусства начала XIX века является стилеобразующая роль выдающихся архитекторов русского классицизма. Особо важное значение для работы Императорских заводов имело творчество двух выдающихся архитекторов А. Н. Воронихина и Ж.-Ф. Тома де Томона. Ровесники, русский и француз, они вынуждены были конкурировать и в архитектурном творчестве, и в декоративно-прикладном искусстве. Оба числились инвенторами и дессинаторами (сочинителями и рисовальщиками) на Императорских фарфоровом и стеклянном заводах. К проектированию стеклянных изделий привлекались также архитекторы К. И. Росси и В. П. Стасов.
В дворцовых и дворянских интерьерах стиля ампир первой трети XIX века важное значение имело цветное стекло — яркое и одновременно прозрачное, оно хорошо сочеталось с мебелью красного дерева, золочёной бронзой и изделиями из цветных камней. Характерна эволюция произведений русского художественного стеклоделия: от простой росписи эмалями и золотом незатейливых по форме предметов к выразительному контрасту цветного стекла и скульптурных деталей из позолоченной бронзы.
В 1820—1830-х годах на Императорском стеклянном заводе в Санкт-Петербурге делали монументальные составные вазы в стиле русского ампира из цветного стекла в бронзовых монтировках. Иногда их называют «николаевскими», по годам правления императора Николая I (1825—1855). Особенно ценили ярко-алое стекло «золотой рубин» (получаемое введением коллоидного раствора золота) и тёмно-красное — «медный рубин» (его получали введением в массу частичек меди).
Лучшие изделия из цветного стекла в сочетании с позолоченной бронзой и уральскими цветными камнями, в частности для дворца в Павловске, созданы по рисункам Андрея Никифоровича Воронихина. В 1804 году Воронихин выполнил один из своих шедевров, ныне хранящийся в Павловском музее, — умывальный прибор: таз и кувшин из сине-белого хрусталя с алмазной гранью (кувшин собран из отдельных частей и дополнен «резьбой по нацвету»). Изысканный по форме кувшин с длинной, петлеобразной ручкой является воплощением самого духа античности. Стол для умывального прибора — оправленная в бронзу восьмигранная столешница из тёмно-синего стекла, на витой ножке малинового стекла с основанием из стекла чёрного цвета — сделан на Императорском заводе в 1806 году по проекту Тома де Томона. Проект назывался «в античном римском стиле».
В Санкт-Петербургском Эрмитаже экспонируются большие хрустальные вазы и торшеры ампирного стиля производства Императорского завода, собранные из отдельных частей на бронзовых монтировках.
До конца XVIII века предметы из бесцветного стекла производили с применением поташа, позднее была освоена рецептура свинцового хрусталя, обладавшего прозрачностью и чистотой. На Императорском заводе использовали роспись золотом, серебром, эмалевыми красками, гравировку и травление раствором плавиковой кислоты, «алмазную грань» и огранку. С 1906 года живописной и шлифовальной мастерскими Фарфорового и Стеклянного заводов руководил художник-график Р. Т. Вильде.
Помимо Императорского в России существовали и частные стекольные заводы. Начало частного стеклоделия связано с деятельностью фабрикантов Мальцо́вых-Нечаевых. В 1756 году Аким Васильевич Мальцов основал стекольный завод во Владимирской губернии, в районе Мещерских лесов, к востоку от Москвы, на речке Гусь. В этом месте природа создала уникальное сочетание чистейшего песка (одного из компонентов для варки стекла) и обилие лесов для топлива. В середине XIX века здесь уже действовало несколько стекловаренных предприятий. Сюда же перебрались лучшие мастера стекольного дела со своими семьями и образовался небольшой рабочий посёлок. Городок получил название Гусь-Хрустальный. Поблизости находился ещё один — Золотковский завод, основанный в 1775 году.
В 1785 году после смерти Акима Васильевича Мальцова его вдова Марья Васильевна решила расширить производство. В 1790 году в лесу поблизости от деревни Дятьково М. В. Мальцова построила стекольный и хрустальный завод, продукция которого уже в 1796 году не уступала изделиям славившегося тогда Гусевского хрустального завода.
В 1798 году предприятие перешло Ивану Акимовичу Мальцову, при котором в России создаётся целая промышленная империя с центром в Дятьково. Дело отца в 1853 году продолжил сын Сергей. В мальцовском заводском округе на землях Калужской, Орловской и Смоленской губерний трудились до ста тысяч человек. Для содержания и развития своих владений Сергей Иванович Мальцов в 1875 году учредил Мальцовское промышленно-торговое товарищество с правлением в Дятьково.
В первой половине XIX века семье Мальцовых в России принадлежало 24 стекольных завода (в 1880 году Гусевский завод перешёл во владение Ю. С. Нечаева, отсюда двойная фамилия наследников предприятия).
На рубеже XIX—XX веков в стекле с успехом имитировали популярные в Западной Европе вазы выдающегося мастера Эмиля Галле. Они замечательны изысканной формой, «натуральным» флоральным декором и комбинированной техникой травления и резьбы по многослойному цветному стеклу. На подобные изделия петербургского Императорского завода беззастенчиво ставили поддельные марки «galle». Многие петербургские и московские жилые и дворцовые интерьеры украшали «вазы галле». Они красовались на столах, каминах, специальных полках и стали непременной частью русского интерьера «стиля модерн».

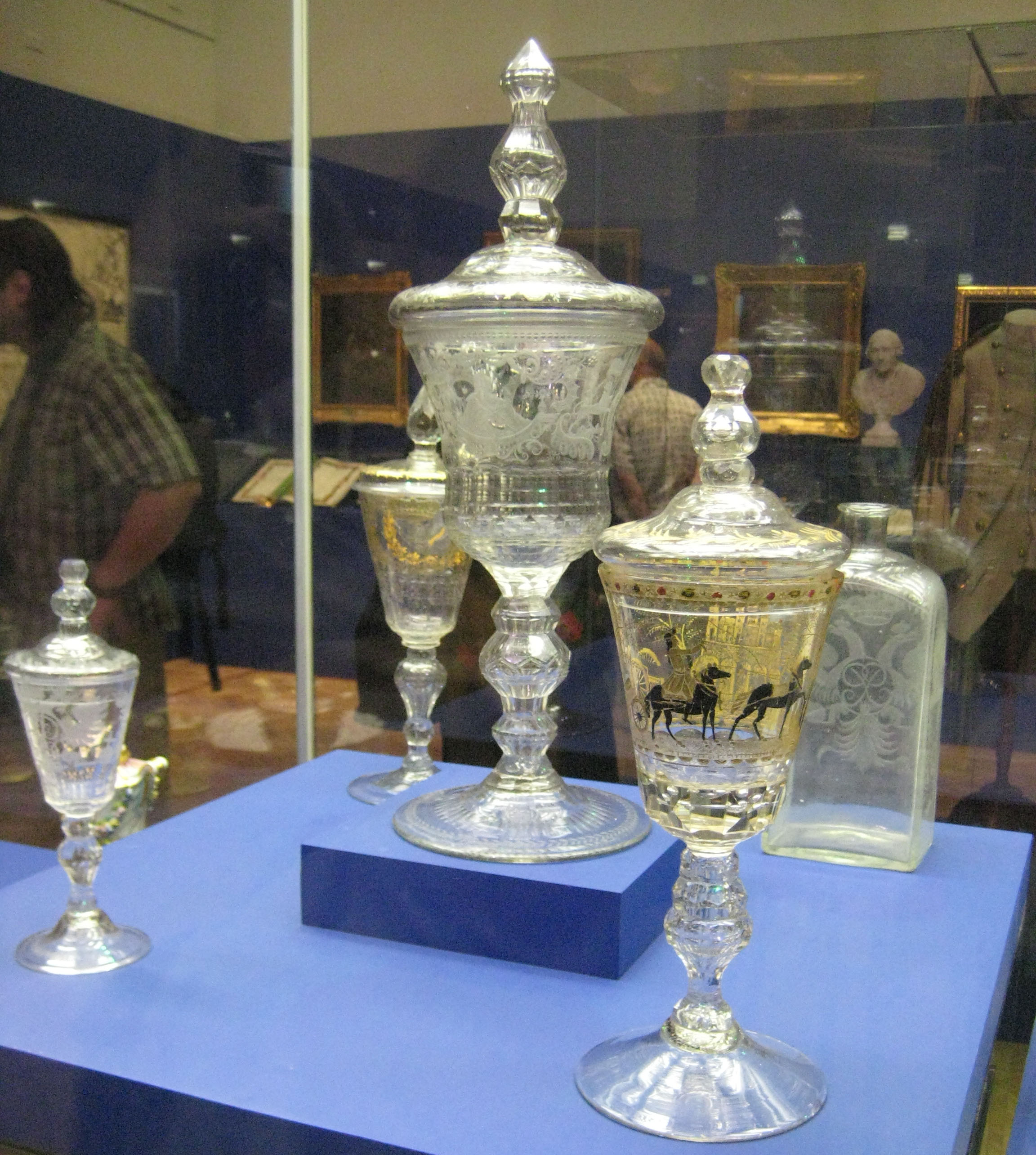
Кубки с гравировкой, росписью шварцлотом и золотом. 1750-е гг. Санкт-Петербургский стеклянный завод
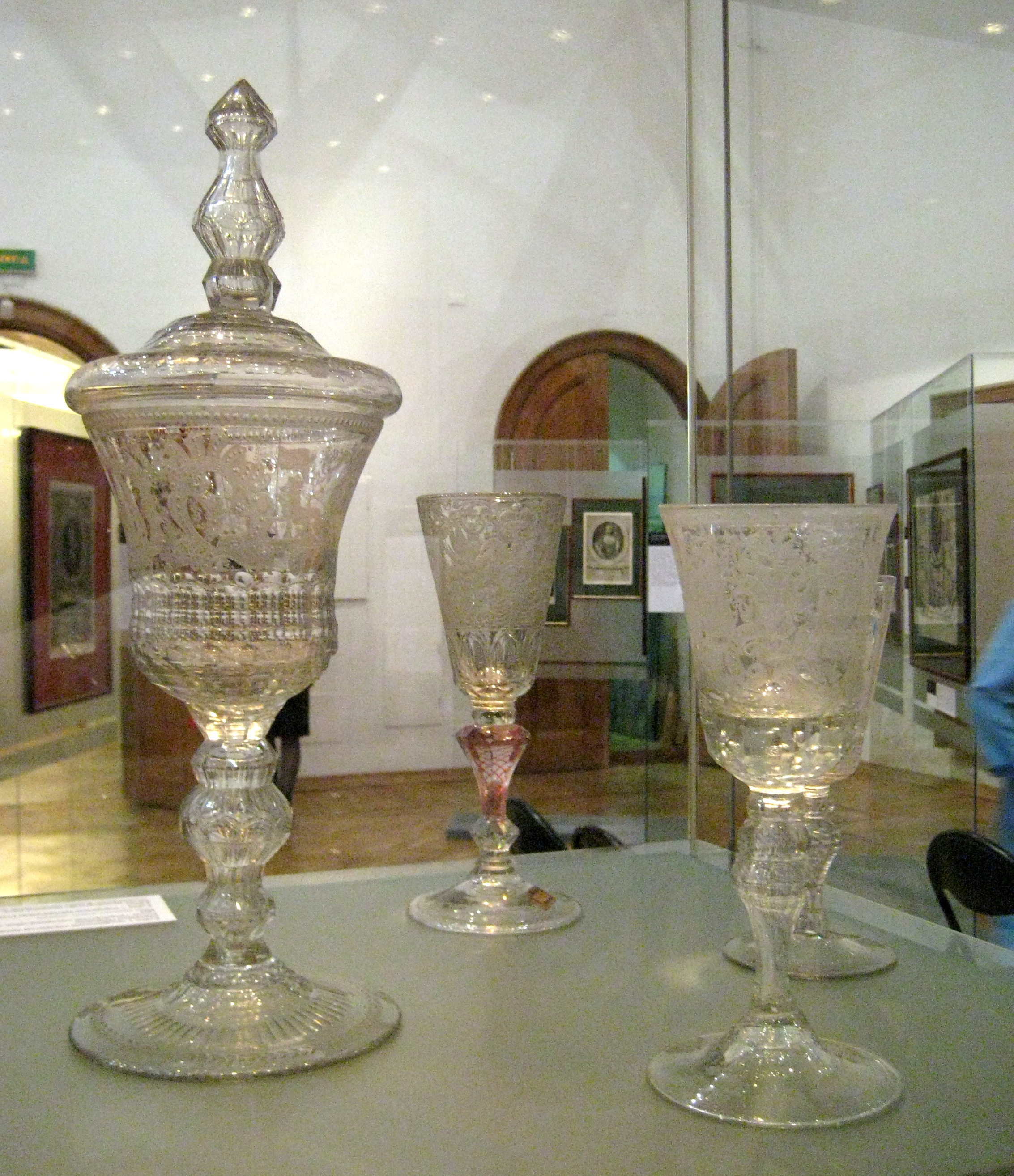
Кубки с гравировкой. 1750-е гг. Санкт-Петербургский стеклянный завод. Государственный Исторический музей, Москва
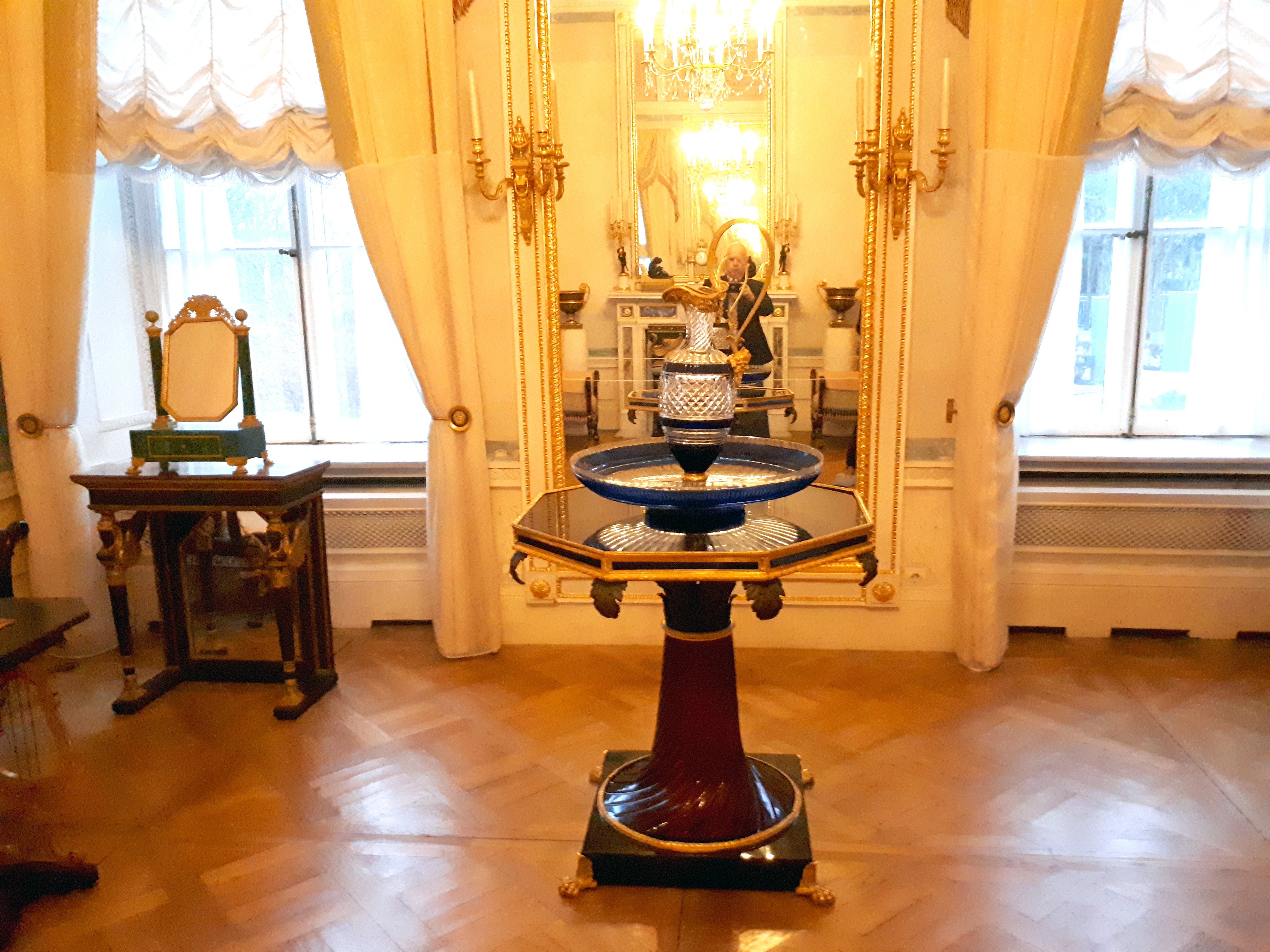
Умывальный прибор. 1804—1806. А. Н. Воронихин, Ж.-Ф. Тома де Томон. Стекло. Гардеробная Марии Фёдоровны. Дворец в Павловске

## Русское стекло советского периода
В 1890 году Императорский стеклянный завод в Санкт-Петербурге был присоединён к Императорскому фарфоровому заводу. Стеклянное отделение при Императорском фарфоровом заводе просуществовало до 1917 года. После закрытия бывших корпусов стеклянного завода на Дёминской улице (ныне — ул. Профессора Качалова, левобережная часть Невского района) в 1911 году были основаны Зеркальные мастерские Петроградского стекольного промышленного общества, национализированные в 1920 году. В 1924 году на их основе была создана Дёминская (Ленинградская) зеркальная фабрика.
В 1940 году по инициативе и при участии учёного-химика Н. Н. Качалова, скульптора В. И. Мухиной, писателя А. Н. Толстого и инженера-технолога Ф. С. Энтелиса на базе бывших мастерских зеркальной фабрики было организовано экспериментальное производство. Но война прервала все начинания. После войны в октябре 1947 было решено создать на базе зеркальной фабрики новое предприятие художественного стекла. Научное руководство работами осуществлял Н. Н. Качалов. Проектирование и надзор за строительством экспериментального цеха осуществлял знаток технологии художественного стекла, инженер Ф. С. Энтелис.
Художественное руководство производством с 1940 года ещё на базе зеркального цеха осуществляла В. И. Мухина вплоть до своей кончины в 1953 году. Мухина и ранее занималась стеклом на заводе «Красный гигант» (бывший Никольско-Бахметьевский завод Пензенской губернии). В 1938—1939 годах на этом заводе по эскизам Мухиной был изготовлен хрустальный сервиз «Кремлёвский». Знаменитая ваза «Астра» создана как часть этого сервиза. Мухина экспериментировала в камерной пластике в технике моллирования, используя как прозрачное, так и матированное стекло с помощью травления в растворе плавиковой кислоты. Именно так она создавала свои знаменитые скульптуры из стекла. Мухина сумела привлечь на Ленинградский завод многих талантливых художников. Среди них были живописец и рисовальщик Н. А. Тырса, художник-график А. А. Успенский.
В 1948 году экспериментальный цех превратили в Ленинградский завод художественного стекла (ЛЗХС). На завод пришли новые художники: архитектор и художник-акварелист Б. А. Смирнов, живописец, сценограф, книжный график Э. М. Криммер, Е. В. Яновская, А. М. Остроумов (с 1960 года), А. А. Аставацатурьян (с 1965 года). Позднее: Ю. А. Мунтян, Ю. М. Бяков, Л. О. Юрген, Х. М. Пыльд и многие другие.